# Спрингсајд (Саскачеван)
Спрингсајд (енгл. Springside) је урбано насеље са административним статусом варошице у југоисточном делу канадске провинције Саскачеван. Насеље је смештено на раскрсници провинцијског аутопута 16 и магистрале 47, на око 25 км северозападно од града Јорктона.

## Историја
Подручје око Спрингсајда почело је интензивније да се насељава 80-их година 19. века, а већину новопридошлих становника чинили су Енглези, Шкоти и Немци, а касније и Украјинци. Насеље је добило име по оближњим изворима питке воде који су од раније били познати путницима кроз тај крај. Насеље се развијало полако, а средином прошлог века број становника је достигао цифру од 300 житеља.

## Демографија
Према резултатима пописа становништва из 2011. у варошици су живела 534 становника у укупно 252 домаћинства, што је за 4,1% више у односу на 513 житеља колико је регистровано 
приликом пописа 2006. године.
| 2001. | 2011. |
| ----- | ----- |
| 525   | 534   |